# Departamento de Quinchao
El departamento de Quinchao fue una división político-administrativa de Chile que perteneció a la antigua provincia de Chiloé. Existió en dos periodos entre 1855 y 1976. Durante la mayor parte de su existencia, administró el territorio históricamente conocido como «Chiloé continental», que desde 1979 corresponde a la provincia de Palena. 

## Historia
El departamento fue creado mediante decreto del 28 de febrero de 1855, a partir de la fusión de los departamentos de Quenac y Achao. Sus límites quedaron fijados como:

El departamento de Quinchao se formará de las islas que al presente componen los departamentos de Achao y Quenac. y las demás que existen en sus inmediaciones.
Decreto del 28 de febrero de 1855

Su territorio estuvo originalmente integrado por las islas Quinchao, Linlín, Llingua, Tac, Quenac, Meulín, Caguach, Teuquelín, Alao, Apiao y Chaulinec, con la villa de Achao designada como cabecera. Contaba con seis subdelegaciones y 24 distritos, que eran los siguientes:
| Subdelegación   | Distritos          |
| --------------- | ------------------ |
| 1.ª, Achao      | N.° 1 Achao        |
| 1.ª, Achao      | N.° 2 Güeno-Achao  |
| 1.ª, Achao      | N.° 3 Putugüe      |
| 1.ª, Achao      | N.° 4 Quinchao     |
| 1.ª, Achao      | N.° 5 Matao        |
| 1.ª, Achao      | N.° 6 Llinua       |
| 1.ª, Achao      | N.° 7 Linlín       |
| 2.ª, Curaco     | N.° 1 Huanao       |
| 2.ª, Curaco     | N.° 2 Curaco       |
| 2.ª, Curaco     | N.° 3 Curaco       |
| 2.ª, Curaco     | N.° 4 Palqui       |
| 3.ª, San Javier | N.° 1 San Javier   |
| 3.ª, San Javier | N.° 2 Huyar        |
| 3.ª, San Javier | N.° 3 Huyar        |
| 3.ª, San Javier | N.° 4 Chanquitad   |
| 4.ª, Quenac     | N.° 1 Quenac       |
| 4.ª, Quenac     | N.° 2 Quenac       |
| 5.ª, Meulín     | N.° 1 Meulín       |
| 5.ª, Meulín     | N.° 2 Cahuache     |
| 5.ª, Meulín     | N.° 3 Tac          |
| 6.ª, Apiao      | N.° 1 Apiao        |
| 6.ª, Apiao      | N.° 2 Guechu-Apiao |
| 6.ª, Apiao      | N.° 3 Alaú         |
| 6.ª, Apiao      | N.° 4 Chaulinec    |

Para 1865, según el censo de ese año, contaba con una población de 11 400 habitantes.
En 1885, mediante decreto del 14 de noviembre —publicado en el Diario Oficial el 21 de noviembre de ese año— se realizó una nueva demarcación territorial. Los límites del departamento se expandieron hacia Chiloé continental, desde la punta Comau (península de Huequi) hasta el río de las Rayas (frente a la isla Talcán, al norte del lugar donde se levantaría posteriormente la ciudad de Chaitén), y se agregaron, de manera explícita, las islas Desertores; se mantuvo el número de subdelegaciones pero se añadieron cuatro nuevos distritos —sumando 28 en total—, con cambios de algunos nombres y traspasos de distritos a otras subdelegaciones.

### Ley de Comuna Autónoma
Con las publicaciones de la Ley de Comuna Autónoma y el decreto relacionado en 1891, en el departamento se crearon las municipalidades de Curaco de Vélez y Quenac. De esta forma, con base en las modificaciones de 1885, a fines de 1891 el departamento tenía la siguiente división administrativa:
| Comuna-municipalidad | Subdelegación | Distritos              |
| -------------------- | ------------- | ---------------------- |
| Achao                | 1.ª, Achao    | N.° 1 La Villa         |
| Achao                | 1.ª, Achao    | N.° 2 Putique          |
| Achao                | 1.ª, Achao    | N.° 3 Piucos           |
| Achao                | 1.ª, Achao    | N.° 4 Quinchao         |
| Achao                | 1.ª, Achao    | N.° 5 Chequeán         |
| Achao                | 1.ª, Achao    | N.° 6 Llinua           |
| Achao                | 1.ª, Achao    | N.° 7 Linlín           |
| Achao                | 1.ª, Achao    | N.° 8 Curaco de Linlín |
| Curaco de Vélez      | 2.ª, Curaco   | N.° 1 Curaco           |
| Curaco de Vélez      | 2.ª, Curaco   | N.° 2 Huenao           |
| Curaco de Vélez      | 2.ª, Curaco   | N.° 3 Chulleque        |
| Curaco de Vélez      | 2.ª, Curaco   | N.° 4 Talquién         |
| Curaco de Vélez      | 3.ª, Huyar    | N.° 1 San Javier       |
| Curaco de Vélez      | 3.ª, Huyar    | N.° 2 Diañ             |
| Curaco de Vélez      | 3.ª, Huyar    | N.° 3 Huyar            |
| Curaco de Vélez      | 3.ª, Huyar    | N.° 4 Palqui           |
| Quenac               | 4.ª, Quenac   | N.° 1 Puyereo          |
| Quenac               | 4.ª, Quenac   | N.° 2 Quenac           |
| Quenac               | 4.ª, Quenac   | N.° 3 Caguache         |
| Quenac               | 4.ª, Quenac   | N.° 4 Capilla Antigua  |
| Quenac               | 5.ª, Meulín   | N.° 1 Meulín           |
| Quenac               | 5.ª, Meulín   | N.° 2 Tac              |
| Quenac               | 5.ª, Meulín   | N.° 3 Chulao           |
| Quenac               | 6.ª, Apiao    | N.° 1 Apiao            |
| Quenac               | 6.ª, Apiao    | N.° 2 Alao             |
| Quenac               | 6.ª, Apiao    | N.° 3 Chaulinec        |
| Quenac               | 6.ª, Apiao    | N.° 4 Chulín           |
| Quenac               | 6.ª, Apiao    | N.° 5 Chana            |

Según el censo de 1895, la población del departamento ese año era de 15 215 habitantes, distribuidos por comuna de la siguiente forma:
- Achao: 4427 hab.
- Curaco de Vélez: 4651 hab.
- Quenac: 6137 hab.

#### Modificaciones
- A partir del distrito N.° 4 «Chulín» de la subdelegación de Apiao, en 1911 se crea el distrito N.° 6, formado por las islas Nayahué, Autení, Talcán, Imerquiña y Chuit. El decreto no le otorga nombre, pero establece a Nayahué como asiento principal.[9]

- Ese mismo año también se crea el distrito N.° 7 «Chumulden» en la subdelegación de Apiao, con el pueblo del mismo nombre como cabecera.[10][f]

### Límites de 1925
El Decreto Ley 354 de 1925 estableció nuevos límites departamentales en todo Chile. En el caso del departamento de Quinchao, estos quedaron establecidos de la siguiente forma:

- Al Norte, los canales de Quinchao y Tac, desde el canal de Dalcahue hasta el golfo de Ancud; el golfo de Ancud, desde el canal Tac hasta la punta Chulao; la divisoria secundaria de aguas, desde la punta Chulao, sobre el golfo de Ancud, hasta la línea de cumbres que limita por el sur la hoya del estuario Comau o Leptepu, y la línea de cumbres que limita por el sur la hoya del estuario Comau o Leptepu y el rio Vodudahue, desde la divisoria secundaria de aguas antes mencionada hasta la frontera arjentina.

- Al Este, la frontera arjentina, desde la línea de cumbres que limita por el sur la hoya del rio Vodudahue hasta la línea de cumbres que limita por el norte la hoya del rio Yelcho.

- Al Sur, la línea de cumbres que limita por el norte la hoya del rio Yelcho, desde la frontera arjentina hasta el cordon de los Tabiques, la divisoria secundaria de aguas del cordon de los Tabiques, desde la línea de cumbres que limita por el norte la hoya del rio Yelcho, hasta la punta García, sobre el golfo del Corcovado; el golfo del Corcovado, desde la punta García hasta el canal que separa las islas Chaulinec y Quinchao, por una parte, de las islas Quehui, Chelin y Grande de Chiloé, por la otra, y dicho canal, desde el golfo del Corcovado hasta el canal Dalcabue.

- Al Oeste, el canal Dalcahue, desde el canal antes mencionado hasta el canal de Quinchao.

    Las Islas Tac y Desertores y demás comprendidas dentro de los límites anteriores, pertenecen, al departamento de Quinchao.
Decreto Ley 354 de 1925

La Constitución de 1925 —que entró en vigencia en septiembre de ese año— creó la figura de «comuna-subdelegación», igualando la división administrativa «comuna» con la división política «subdelegación».

### 1928 a 1976
La asunción al poder de Carlos Ibáñez del Campo en 1927 trajo consigo una profunda reforma político-administrativa en el país, que entra a operar el 1 de febrero de 1928. A nivel local, la provincia de Llanquihue fue suprimida y el departamento de Llanquihue —fusionado con el departamento de Carelmapu— se sumó a la provincia de Chiloé, quedando Puerto Montt como capital provincial.
El departamento de Quinchao también fue suprimido —al igual que las comunas de Curaco de Vélez y Quenac—, por lo que las islas que lo conformaban quedaron anexadas al departamento de Castro, mientras que la zona continental pasó a conformar la comuna de Yelcho, la cual se sumó al Territorio de Aysén, que posteriormente asumiría la categoría de provincia.
Pero este cambio solo alcanzó a durar ocho años.El departamento fue restablecido en marzo de 1936 , esta vez con las comunas de Achao, Curaco de Vélez y Yelcho, sumando las islas Chauques y retomando Chiloé continental con límites nuevos:
- por el norte el fiordo Comau y el río Vodudahue,

- y por el sur, parte del río Palena y una línea de cumbres que incluye al cerro Melimoyu y termina en el canal Moraleda.[14][15][16]

Durante las siguientes décadas los límites y división departamental se mantuvieron inalterados, excepto por la creación, en 1944, de los distritos de Ayacara, Chumeldén y Chaitén en el territorio continental.
Su última modificación sustancial llegó en 1959, con la creación del departamento de Palena, De esta forma, el departamento de Quinchao quedó con nuevos límites de distritos y a quedó conformado solo por el archipiélago de Quinchao, islas Chauques, isla Tac e islas Desertores.

#### Eliminación del departamento
El departamento llegó a su fin definitivo durante los años 1970. La «regionalización» del país que implementó la dictadura militar significó la creación de la X Región —con las provincias existentes de Chiloé, Llanquihue, Osorno, y Valdivia— la cual empezó a funcionar el 1 de enero de 1976. La nueva división provincial, que modificó los territorios provinciales y suprimió los departamentos, entró en vigencia una semana después, el 7 de enero de 1976.